# André Boerstra
André Boerstra (Bandoeng, 11 december 1924 - Wassenaar, 17 maart 2016) was een Nederlands hockeyer die als aanvaller speelde.
Boerstra won met het Nederlands team een bronzen medaille op de Olympische Zomerspelen in 1948 en een zilveren in 1952. Hij speelde voor HHIJC uit Den Haag.
André Boerstra · 
Henk Bouwman · 
Piet Bromberg · 
Harry Derckx · 
Han Drijver · 
Dik Esser · 
Wim van Heel · 
Roepie Kruize · 
Jenne Langhout · 
Dick Loggere · 
Ton Richter · 
Eddy Tiel ·
Coach: Huib du Pon
Jules Ancion · 
André Boerstra · 
Harry Derckx · 
Han Drijver · 
Dik Esser · 
Wim van Heel · 
Roepie Kruize · 
Dick Loggere · 
Lau Mulder · 
Eddy Tiel · 
Leo Wery ·
Coach: Rein de Waal